# Parietaria floridana
Parietaria floridana är en nässelväxtart som beskrevs av Thomas Nuttall. Parietaria floridana ingår i släktet väggörter, och familjen nässelväxter. Inga underarter finns listade i Catalogue of Life.